# Luperci
Luperci (literalment lupercs, singular luperc) va ser el nom dels sacerdots del déu Luperc (Lupercus).
Formaven un col·legi originalment integrat per joves patricis i que hauria estat creat per Ròmul i Rem; el col·legi estava dividit en dos classes: els Fabii o Fabiani i els Quinctilii o Quinctiliani. En temps de Juli Cèsar s'hi va afegir una tercera classe, els Julii o Juliani i Marc Antoni va ser un dels grans sacerdots. Els lupercs tenien dret a algunes vectigàlies (taxes) que més tard van perdre.
El santuari de Luperc, que en diversos autors apareix com un faune, era la cova del Lupercal, al vessant nord-oest del Palatí. En aquell indret la lloba hauria alletat Ròmul i Rem. A aquella cova li feia ombra una figuera, la Figuera Ruminal, i d'ella brollava una font. August va restaurar la font i va reorganitzar el culte dels lupercs.